# Кази-Магомедский район
Кази-Магомедский район (азерб. Qazıməmməd rayonu / Газымәммәд рајону) — единица административного деления Азербайджанской ССР, существовавшая в 1939—1959 годах. Административный центром района — город Кази-Магомед.

## История
Район был образован 24 января 1939 года. В его состав вошли 5 сельсоветов Али-Байрамлинского района и 1 сельсовет Шемахинского района.
В 1952—1953 годах входил в состав Бакинской области.
По данным 1947 года район включал 1 город (Кази-Магомед), 2 посёлка городского типа (Бяндован и Пирсагат) и 7 сельсоветов.
4 декабря 1959 года Кази-Магомедский был упразднён, а его территория передана в Али-Байрамлинский район.

## Население
По данным переписи 1939 года, в Кази-Магомедском районе проживало 20 056 чел. Национальный состав района был таким: азербайджанцы — 84,1 %, русские — 12,7 %.